# Anaspis varians
Anaspis varians là một loài bọ cánh cứng trong họ Scraptiidae. Loài này được Mulsant miêu tả khoa học năm 1856.